# Saix
Saix är en kommun i departementet Vienne i regionen Nouvelle-Aquitaine i västra Frankrike. Kommunen ligger i kantonen Les Trois-Moutiers som tillhör arrondissementet Châtellerault. År 2022 hade Saix 263 invånare.

## Befolkningsutveckling
Antalet invånare i kommunen Saix
| Referens: INSEE |